# Leon V. Armenec
Leon V. Armenec (grško: Λέων Ε΄ ὁ Ἀρμένιος [Leōn V o Armenios]), cesar Bizantinskega cesarstva od leta 813 do 820, * 775, † 25. december 820.
Na prestol je prišel po prisilnem odstopu cesarja Mihaela I. Rangaba. Končal je deset let trajajočo vojno z Bolgari in začel drugo obdobje bizantinskega ikonoklazma. Leta 820 so ga pristaši Mihaela Amorijca, enega od njegovih najbolj zaupnih generalov, ubili in Mihaela razglasili za novega cesarja.

## Življenjepis
Leon je bil sin patricija Barda, ki je bil armenskega ali morda asirskega porekla. Leta  803 je služboval pod uporniškim generalom Bardanom Turkom, od koder je dezertiral in se priključil cesarju Nikiforju I.. Cesar ga je zato nagradil z dvema palačama, kasneje pa mu jih je odvzel, ker se je poročil s hčerko drugega uporniškega generala, patricija Arsaberja. 
Pisni viri iz tistega obdobja  po drugi strani trdijo,  da je bil Leon general iz Armenske teme, kaznovan za svoj ponižujoč poraz v spopadu z Arabci, v katerem je izgubil celo vojaške plače vseh svojih enot. Kazen je vključevala tudi odvzem vojaškega čina, šibanje in striženje las.   Sodobni strokovnjaki domnevajo, da gre za dve različni osebi.

### Vladanje
Cesar Mihael I. Rangab ga je leta 811 odpoklical in ga imenoval za guvernerja Anatolske teme in se leta 812 zapletel v vojno z Arabci. Leon je preživel bitko z Bolgari pri Versinikiji leta 813, v kateri je zapustil bojišče, a je bil kljub temu dovolj močan, da je 11. julija 813 prisilil Mihaela I. k odstopu v svojo korist. Po prihodu na oblast je diplomatsko napisal pismo patriarhu Nikiforju I., v katerem je izrazil svojo pripadnost pravoslavju, ker se je Nikifor očitno bal ponovne oživitve ikonoklazma. Mesec dni kasneje je med prihodom v palačno četrt pri vratih Halke celo pokleknil pred Kristusovo ikono. Naslednji korak, s katerim je hotel preprečiti uzurpacijo oblasti, je bila kastracija Mihaelovih sinov.
Odnosti z bolgarskim kanom Krumom, ki je na kopnem oblegal Konstantinopel, so bili zelo kočljivi. Kanu je ponudil osebna pogajanja, v resnici pa ga je hotel ubiti iz zasede. Krum je kljub temu, da je zvijača spodletela, opustil obleganje prestolnice, Leon pa je zatem zasedel Odrin in Arkadiupolis (sedanji Lüleburgaz) in razselil prebivalstvo. Po Krumovi smrti spomladi 814 je Leon porazil Bolgare v predmestju Mesembrije (sedanji Nesebar), potem pa sta cesarstvi leta 815 sklenili tridesetletno premirje. Nekateri viri trdijo, da se je bitke udeležil tudi Krum in težko ranjen zapustil bojišče.
Leon je v nasprotju z ikonodulsko politiko svojih predhodnikov, združeno z vojaškimi porazi proti Bolgarom in Arabcem, odstavil patriarha Nikiforja I., ponovno uvedel ikonoklazem in leta 815 v Konstantinoplu sklical cerkveno sinodo. Svojo sicer dokaj zmerno ikonoklastično politiko je izkoristil za zasego premoženja ikonodulov in samostanov, med njimi bogatege Studijskega samostana. Ikonodulskega studijskega priorja Teodorja Studita je izgnal.

### Smrt
Na visoke vojaške položaje je imenoval sposobne vojaške poveljnike, med njimi tudi Mihaela Amorijca in Tomaža Slovana. Ko je dal Mihaela aretirati zaradi suma zarote, je Mihael na Božični dan leta 820 v dvorni kapeli sv. Štefana organiziral  Leonov umor. Morilci, preoblečeni v menihe, so ga v mračni kapeli zgrešili in namesto njega napadli mašujočega duhovnika. Leonu je uspelo z oltarja pograbiti težak križ in se z njim za nekaj časa obraniti napadalcev. Poklical je svoje osebne stražarje, vendar so napadalci zapahnili vrata in ga pred oltarjem razsekali. Njegove ostanke so zmetali na sneg, morilci pa so odšli v ječo osvobodit Mihaela Amorijca. Na njihovo smolo je Leon skril ključ njegovih okovov, tako zgodaj zjutraj pa niso našli nobenega kovača, zato so ga kronali kar z okovi na nogah.  
Leonovo družino, tudi mater in ženo Teodozijo, so izgnali na Princesine otoke. Njegove štiri sinove, med njimi tudi socesarja Simbatija, so kastrirali. "Opreracije" so opravili tako surovo, da je eden od njih že med posegom umrl. 

### Zapuščina
Leonu celo tisti viri, ki so mu bili zelo sovražni (Teofan Kontinuat, patriarh Nikifor I.), priznavajo sposobnost pri vodenju državnih poslov. Zaradi izjemne pristranosti ikonodulskih virov (ikonoklastičnih virov iz tistega obdobja sploh ni) njegovih dajanj in namer, na žalost, ni mogoče rekonstruirati. Isto velja tudi za vse druge ikonoklastične cesarje.

## Družina
Z ženo Teodozijo, hčerko patricija Arsaberja, je imel več otrok, med njimi:
- Simbatija (Konstantina), socesarja od leta 814 do 820,
- Bazila,
- Gregorja in
- Teodozija, ki je leta 820 umrl.